# Batalla de Vimory
La batalla de Vimory (a prop de Montargis) fou un enfrontament armat durant les guerres de religió de França, que, el 26 d'octubre de 1587 oposà l'exèrcit reial francès comandat pel duc de Guisa als mercenaris alemanys i suïssos contractats pels protestants.

## Batalla
Els mercenaris havien estat pagats pels fons anglesos i el rei de Dinamarca. Després de saquejar Lorena, travessen la Borgonya i s'instal·len a la regió de la Beauce. Els dos caps, el burgraf Fabià de Dohna i el duc de Bouillon, no s'entenien gaire bé i van acampar en posicions allunyades. Els homes de Dohna van acampar en diversos pobles al voltant de Vimory, confiats en la seva disposició per evitar qualsevol sorpresa i no destaquen cap tropa de vigilància. En aquesta situació, separats, els suïssos són sorpresos per l'exèrcit del duc de Guisa, provinents de Montargis.
Els catòlics aconsegueixen sorprendre els reîtres protestants, que fugen, sense temps que els altres grups de tropes dels pobles propers puguin ajudar-los. Els catòlics aconsegueixen un enorme botí i més de 2500 cavalls. L'acció sorprenent de Vimory fou un èxit catòlic, però no impedí que l'exèrcit mercenari continués la seva ruta cap a la Beauce. Un mes després, les mateixes forces es tornarien a enfrontar a Auneau.